# Staropramen
A Staropramen egy cseh sörmárka, amelyet egy prágai székhelyű sörgyár állít elő. Jelenleg a Molson Coors Beverage Company Group terméke.

## Története

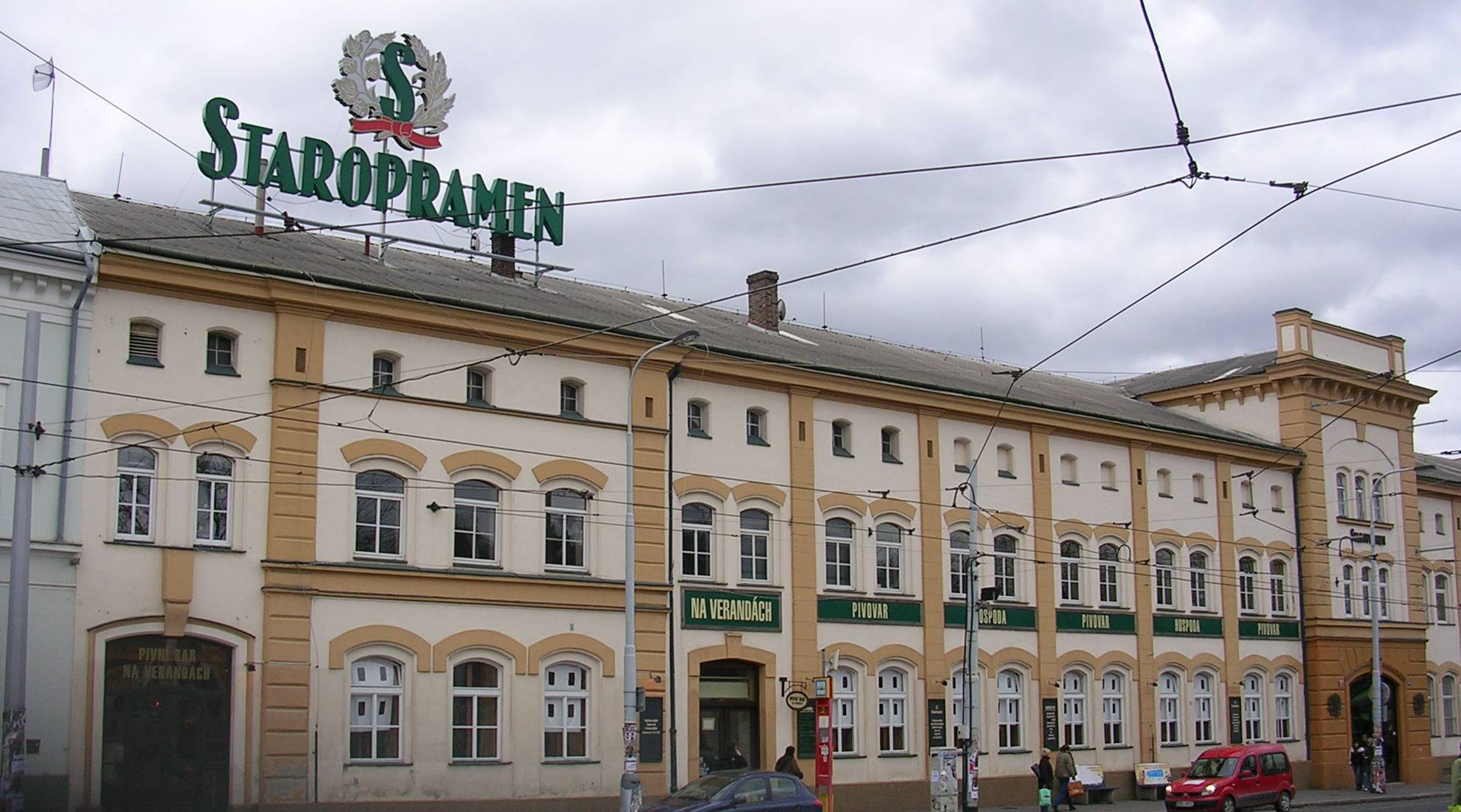
A prágai Staropramen sörgyár

### Alapítása
Gustav Noback 1869. október 23-án mutatta be az alapítóknak a Prága Smíchov városrészében felépítendő sörgyár terveit. A jéggyár 1870 telén, a malátázó 1871. februárban kezdte meg működését. Május elsején pedig már megtartották az első csapolást.

### A termelés felfutása
Az új smíchovi sör hivatalosan 1871. július 15-én mutatkozott be a nagyközönség előtt. Az évi 22 500 hektoliterre tervezett termelést érdemben túlszárnyalták: 1891-ben már 140 200 hektoliterrel főztek. A termelés növekedésével a gyár is bővült: a századfordulón új főzőházat, erjesztőtermeket és ászkolópincéket építettek.

### Az I. világháború és a gazdasági világválság
A növekedés az első világháború, majd a gazdasági világválság idején torpant meg. A sörgyár vezetése nagy súlyt fektetett a legjobb alapanyagok kiválasztására és a minőség ellenőrzésére. 1937-re a smíchovi sörgyár Európa egyik legkorszerűbb üzeme lett, és a termelés is meghaladta az évi 800 ezer hektolitert.

### Az államosítás után
A II. világháború és az azt követő évek ismét visszavették a termelést, és csak 1950-re sikerült ismét elérni a háború előtti szintet. Az évi egymillió hektoliteret 1960-ban érték el, azóta egy évben sem készítettek ennél kevesebbet.

### A privatizálás
A „bársonyos forradalom” után a smíchovi sörgyárat magánosították, először az angol Bass cég, majd azzal együtt a belga érdekeltségű Molson Coors tulajdonába került.

## Termékei

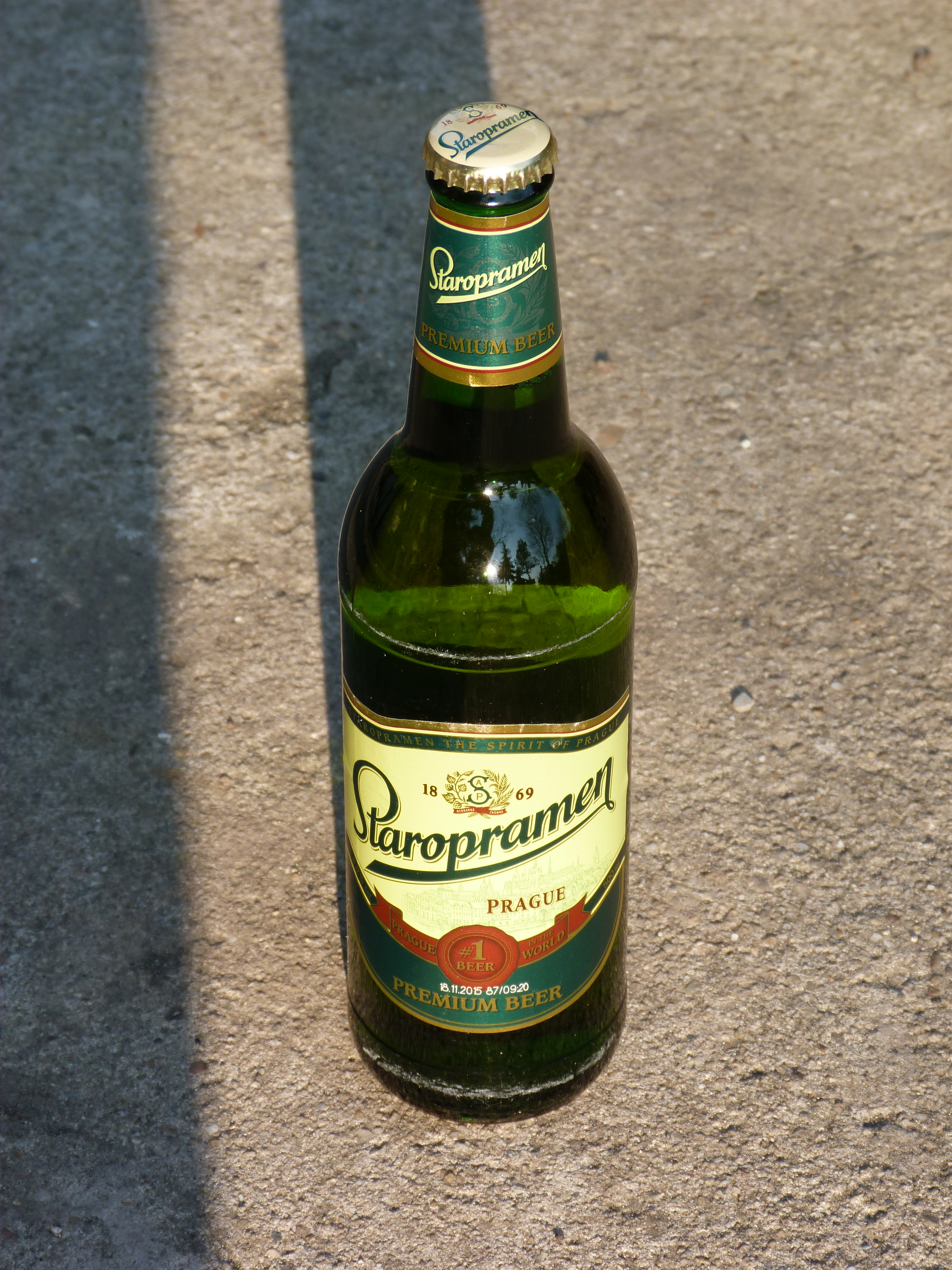
Staropramen premium

A Staropramen a Pilsner Urquell (Plzeňský Prazdroj), a Budweiser Budvar (Budějovický Budvar), a Radegast és a feltörekvő Krušovice mellett ismertségben a legnagyobbak közé tartozik a cseh komlóitalok közt. Ma már a privatizációnak és multinacionális jellegnek köszönhetően a Staropramen sörgyáraiban Braník, Velvet, Ostravar, Kelt, Stella Artois, Hoegaarden White, Leffe Blond és Belle-Vue Kriek söröket is főznek.
Saját márkás termékei:
- Staropramen Lager (Ležak)
- Staropramen Pale (Světlý)
- Staropramen Dark (Černý) – (barna sör)
- Staropramen Garnet (Granát)
- D beer

A Magyarországon kapható világos Staroprament 2013 óta licenc alapján gyártja a Borsodi Sörgyárak Zrt.